# Ibiquera
Ibiquera là một đô thị thuộc bang Bahia, Brasil. Đô thị này có diện tích 1010,776 km², dân số năm 2007 là 5037 người, mật độ 4,98 người/km².